# Kuliyapitiya
Kuliyapitiya (syng. කුලියාපිටිය, tamil. குளியாப்பிட்டிய) – miasto w Sri Lance, w prowincji Północno-Zachodnia.